# Stazione di Viana do Castelo
La stazione di Viana do Castelo (in portoghese Estação de Viana do Castelo) è la principale stazione ferroviaria di Viana do Castelo, sulla ferrovia del Minho, in Portogallo.